# Matej Berník
Matej Berník (28. června 1922 – 1983) byl slovenský a československý politik Komunistické strany Slovenska, poslanec Slovenské národní rady v 60. letech a poslanec Sněmovny národů Federálního shromáždění na počátku normalizace.

## Biografie
Profesně se uvádí jako politik a výrobce hudebních nástrojů. Po volbách v roce 1964 zasedl do Slovenské národní rady.
Po federalizaci Československa usedl v lednu 1969 do Sněmovny národů Federálního shromáždění. V parlamentu setrval do konce funkčního období Federálního shromáždění, tedy do voleb v roce 1971. V letech 1970–1978 se uvádí jako účastník zasedání Ústředního výboru Komunistické strany Slovenska.
V roce 1976 se zmiňuje ve funkci vedoucího tajemníka Okresního výboru KSS Spišská Nová Ves. Obdržel tehdy cenu města za: „príkladnú budovateľskú činnosť v NV a vynikajúce účinkovanie pri budovaní socializmu“.